# Сімікот
Сімікот (непальська. सिमीकोट) — місто на північному заході Непалу. Адміністративний центр району Хумлен, що входить в зону Карналі Середньозахідного регіону країни.

## Географія
Розташоване на висоті 2912 м над рівнем моря.

### Клімат
Місто знаходиться у зоні, котра характеризується континентальним субарктичним кліматом. Найтепліший місяць — липень із середньою температурою 13.1 °C (55.6 °F). Найхолодніший місяць — січень, із середньою температурою -8 °С (17.6 °F).
| Клімат Сімікота         | Клімат Сімікота | Клімат Сімікота | Клімат Сімікота | Клімат Сімікота | Клімат Сімікота | Клімат Сімікота | Клімат Сімікота | Клімат Сімікота | Клімат Сімікота | Клімат Сімікота | Клімат Сімікота | Клімат Сімікота | Клімат Сімікота |
| Показник                | Січ.            | Лют.            | Бер.            | Квіт.           | Трав.           | Черв.           | Лип.            | Серп.           | Вер.            | Жовт.           | Лист.           | Груд.           | Рік             |
| Середня температура, °C | −8              | −6,5            | −2,7            | 2,4             | 6,7             | 11              | 13,1            | 12,7            | 10              | 3,9             | −1,3            | −5,7            | 3               |
| Норма опадів, мм        | 11.8            | 22.7            | 34.2            | 24.1            | 25.9            | 20.5            | 45.6            | 55.4            | 28.4            | 15.5            | 9.9             | 10.2            | 304.2           |
| Днів з опадами          | 5,8             | 6,7             | 5,8             | 5,7             | 7,6             | 12,2            | 18,2            | 16,8            | 13              | 3,3             | 2,2             | 2,6             | 99,9            |
| Вологість повітря, %    | 53.9            | 55.2            | 51.7            | 49.8            | 53.9            | 65.4            | 76.6            | 78.6            | 72.1            | 60.9            | 53.7            | 49.9            | 60.1            |
| ----------------------- | --------------- | --------------- | --------------- | --------------- | --------------- | --------------- | --------------- | --------------- | --------------- | --------------- | --------------- | --------------- | --------------- |
| Джерело: Weatherbase    |                 |                 |                 |                 |                 |                 |                 |                 |                 |                 |                 |                 |                 |

## Транспорт
Місто не пов'язане з дорожньою мережею країни; дорога, що йде з півдня, закінчується в місті Джумла, розташованому в 86 км на південний схід від Сімікота. Була побудована автомобільна дорога (без покриття), що зв'язує Сімікот з містом Хілс, розташованим за 51 км на північний захід, на кордоні з Тибетським автономним районом Китаю.
Обслуговується аеропортом Сімікот. 

## Населення
Населення міста за даними перепису 2011 року становить 4341 осіб, з них 2289 чоловіків і 2052 жінки.